# مایدارژاوین گانزوریگ
مایدارژاوین گانزوریگ (به انگلیسی: Maidarzhavyn Ganzorig) فضانورد اهل کشور مغولستان است که در ۵ فوریهٔ ۱۹۴۹ میلادی در چچرلگ زاده شد. وی در مأموریت سایوز ۳۹ حضور داشته است.